# Trichomonase
 Mise en garde médicale
La trichomonase ou trichomonose urogénitale est une maladie infectieuse causée par le parasite Trichomonas vaginalis.
Environ 70 % des femmes et des hommes ne présentent aucun symptôme lorsqu'ils sont infectés. Lorsque les symptômes apparaissent, ils commencent généralement 5 à 28 jours après l'exposition. Les symptômes peuvent inclure des démangeaisons dans la région génitale, une mauvaise odeur de la sécrétion vaginale, des sensations de brûlure lors de la miction et une douleur lors des rapports sexuels.
La trichomonase est une infection sexuellement transmissible (IST) qui se transmet le plus souvent lors de relations sexuelles vaginales, orales ou anales.

## Le germe responsable
Trichomonas vaginalis est le micro-organisme responsable de la trichomonase.
C'est un parasite flagellé. Il appartient à la famille des protozoaires.
Il peut survivre 24 heures en milieu extérieur.